# Erhard Forndran
Erhard Forndran (* 26. Januar 1938 in Kiel; † 10. April 2018 in Edemissen) war ein deutscher Politikwissenschaftler.

## Leben
Erhard Forndran wurde am 26. Januar 1938 in Kiel geboren. Nach Abitur und Dienst bei der Bundesmarine studierte er Politikwissenschaft, Philosophie, Geschichte und Mathematik an den Universitäten Bonn und Berlin. 1967 wurde Erhard Forndran an der Universität Bonn zum Dr. phil. promoviert und 1972 habilitierte er sich. 1968 wurde er wissenschaftlicher Assistent am Lehrstuhl von Karl Dietrich Bracher. Nach Wahl durch den Senat der DFG wurde er 1972 hauptamtliches Mitglied und Vorsitzender der Kommission für Friedens- und Konfliktforschung der DFG. Ebenfalls im Jahr 1972 wurde er zum Wissenschaftlichen Rat und Professor in Neuss ernannt. 1974 erfolgte eine Lehrstuhlvertretung und anschließend der Ruf auf den Lehrstuhl für Internationale Politik an der Ruhr-Universität Bochum. 1976 nahm Erhard Forndran einen Ruf auf den Lehrstuhl für Politikwissenschaft in Braunschweig an. 1979 lehnte er einen Ruf auf den Lehrstuhl für Politikwissenschaft in Kassel ab. 1992 ging er als Gründungsprofessor und Gründungsdekan nach Magdeburg und übernahm den Lehrstuhl für Internationale Beziehungen und Theorie der Politik. 1985 bis 1989 war er Dekan und Senator in Braunschweig und 1992 bis 1996 Gründungsdekan, Dekan und Senator in Magdeburg. 1989 bis 1991 war er Vorsitzender der Deutschen Gesellschaft für Politikwissenschaft, 1972 bis 2006 Mitglied der Förderungskommission der DGFK, der Senatskommission für Friedensforschung der DFG und Fachgutachter der DFG.

## Rezensionen dreier Werke
Abrüstung und Rüstungskontrolle. Historische Erfahrungen und theoretische Probleme.
In seiner Studie „Abrüstung und Rüstungskontrolle. Historische Erfahrungen und theoretische Probleme.“ versucht E. Forndran, die Rüstungskontrollbemühungen und deren konkreten Umsetzung in den internationalen Beziehungen zu analysieren. Die Studie beginnt mit der Einleitung in das Themengebiet und der Absteckung des Untersuchungsfelds. Gleichzeitig formuliert Forndran einen ersten historischen Überblick, wobei die politische Entwicklung der Sowjetunion während des Kalten Krieges zentrale Bedeutung hat. Im Folgenden werden nun Abrüstungs- und Rüstungskontrollentwicklungen anhand einiger Beispiele erläutert und näher auf die sogenannten Salt I- und Salt-II-Verträge eingegangen. Dabei stellt sich für Forndran die Frage, ob und inwiefern die international gültigen Vereinbarungen (besonders im Hinblick auf die Verhandlungen zwischen den USA und der UdSSR) realpolitische Konsequenzen hatten. Die hier angesprochenen theoretischen Probleme werden an weiteren Stellen der Studie aufgezeigt und analysiert. Außerdem stellt Forndran einen Zusammenhang zwischen Abrüstung bzw. Rüstungskontrolle und Sicherheits-, Militär- und Vertragspolitik unter dem Fokus des Ost-West-Konflikts her. Auch hier wird nach den Implementationsmöglichkeiten und Umsetzung der Verhandlungen, Verträge etc. gefragt. Im letzten Teil der „Mini-Studie“ gibt Forndran noch einen Ausblick auf die Zukunft und mögliche Entwicklung der Rüstungskontrolle im Rahmen von internationalen Abkommen, wobei hier darauf hingewiesen werden muss, dass zu dem Zeitpunkt des Erscheinens der Studie (1981) die folgenden Entwicklungen der Jahre 1989/90 noch nicht voraussehbar waren.
Die Vereinigten Staaten von Amerika und Europa. Erfahrungen und Perspektiven transatlantischer Beziehungen seit dem Ersten Weltkrieg
In dieser Publikation versucht Forndran die Entwicklung der transatlantischen Beziehungen nach Ende des Ersten Weltkrieges bis zum Erscheinungsjahr 1990, also über einen Zeitraum von siebzig Jahren, nachzuzeichnen. Als wichtige Akteure sieht Forndran dabei nicht nur die Vereinigten Staaten von Amerika und Westeuropa, sondern auch die Sowjetunion sowie die mittelosteuropäischen Staaten. Die Beziehungsmuster zwischen diesen Mitspielern sieht der Autor als äußerst komplex an und vor allen Dingen ständigen Veränderungen unterworfen. Doch nicht nur Staaten werden in diesem Werk berücksichtigt, auch der Einfluss nichtstaatlicher Akteure wie multinationaler Konzerne wird untersucht. Ein besonderer Schwerpunkt liegt natürlich auf dem Verhältnis der beiden Supermächte USA und UdSSR. Der Verfasser berücksichtigt in seiner Analyse die diplomatischen Beziehungen und die Sicherheitspolitik, doch auch Wirtschaft und Technologie spielen für ihn eine wichtige Rolle. Außerdem spricht er über die Auswirkungen des Demokratietransfers und über politische Kulturen, die über nationalstaatliche Grenzen hinweg auf beiden Seiten des Atlantiks Anhänger fanden. Er versucht Prozesse und Strukturen in den transatlantischen Beziehungen zu erkennen und zu benennen, wobei sich für ihn ein fließender Übergang von Kooperation, Konkurrenz und Konflikten abzeichnet. Angesichts der Fülle und Komplexität des Gegenstandes können immer nur Ausschnitte untersucht werden. Durch die Benennung von Konzepten werden Verhaltungsmuster der Akteure kalkulierbarer, die sich in Absprachen, Verträgen und Bildung gemeinsamer Institutionen niederschlagen. Forndran sieht die transnationalen Beziehungen stärker durch Wandel als durch Kontinuität charakterisiert, den er auf innerpolitische Herrschaftssicherung und eine Zunahme der zwischenstaatlichen Arbeitsteilung zurückführt. In Hinblick auf die Aussichten der transatlantischen Beziehungen betrachtete Forndran die Fragen der Sicherheitspolitik auf beiden Seiten, die Entwicklung der zukünftigen Wirtschaftsbeziehungen sowie die Auswirkungen der Beziehungen auf die Weltpolitik.
Demokratie und demokratischer Staat in der Krise?
„Demokratie und demokratischer Staat in der Krise?“ ist das aktuelle Werk von Erhard Forndran. Forndran befasst sich in seinem Buch, wie es der Titel schon erahnen lässt, mit der Diskussion, ob und inwieweit der demokratische Staat handlungsfähig ist und Akzeptanz in der Bevölkerung genießt (Stichwort: Politikverdrossenheit). Die unterschiedlichen Meinungen zu der genannten Thematik werden von Forndran sehr detailliert dargestellt und kritisch analysiert. Ferner versucht Forndran Erkenntnisse aus der Historie der politischen Theorie zu gewinnen, um später dem Leser die „Möglichkeit einer ganzheitlichen Demokratietheorie“ vorzustellen. Dabei werden die einzelnen Akteure und Handlungsfelder in der Demokratie genauer betrachtet. Des Weiteren stellt Forndran eine Zeitdiagnose auf, in dem er die Problemfelder der Gegenwart – Sozialpolitik, Fragmentierung etc. – darstellt und Handlungsmöglichkeiten bzw. Folgerungen für die nationale sowie internationale Ebene näher analysiert.

## Forschungsschwerpunkte
Das umfangreiche wissenschaftliche Werk von Erhard Forndran kennzeichnen Forschungen zur Theorie und Praxis der Friedenssicherung, Transatlantischen Beziehungen sowie Demokratie beziehungsweise Demokratietheorie, Transformation und Verfassungsstaat. Während seiner Karriere entwickelte Forndran verschiedene Forschungsschwerpunkte. So ziehen sich seine Promotions- und Habilitationsthemen – Rüstungskontrolle, Abrüstung und Friedenssicherung – zwar als roter Faden durch seine Arbeit, er untersuchte jedoch auch die Bereiche „Möglichkeiten und Grenzen der Theoriebildung“, „Demokratietheorien“, „Transformation“ und „Verfassungsstaat“. Ein weiteres Forschungsfeld ist die Auseinandersetzung mit dem Thema des Nationalsozialismus, wobei u. a. das Werk „Die Stadt- und Industriegründungen Wolfsburg und Salzgitter. Entscheidungsprozesse im nationalsozialistischen Herrschaftssystem“ hervorgegangen ist. Neben den erwähnten Forschungsfeldern beschäftigt sich Forndran im Zuge seiner Lehrtätigkeit auch mit den Themen Klassiker des politischen Denkens, Geschichte des Ost-West-Konflikts und der Friedensforschung.
Als Dekan, als Leiter des Institutes für Politikwissenschaft und als Mitglied des Fakultätsrates sowie des Senats hat er das Profil der Fakultät für Geistes-, Sozial- und Erziehungswissenschaften und der Universität Magdeburg entscheidend mitgeprägt. 2003 wurde er zum Ehrensenator der Universität ernannt. Seinem unermüdlichen Wirken und engagierten Handeln ist es zu verdanken, dass sich die Fakultät zu einem anerkannten Bestandteil der Magdeburger Universität mit einem innovativen Profil, insbesondere in der Lehre, entwickelt hat. Dazu hat auch der bereits 2003 von ihm etablierte Masterstudiengang Friedens- und Konfliktforschung beigetragen. In diesem Studiengang vereinen sich in besonderer Weise seine theoretisch-analytischen Kenntnisse und Ergebnisse aus seiner jahrzehntelangen Friedensforschung sowie den zunehmenden Anforderungen an konkrete Konfliktbearbeitung und -prävention.
Forndran sind zwei Festschriften gewidmet:
- K. P. Fritzsche, F. Hörnlein (Hrsg.): Frieden und Demokratie. Baden-Baden 1998.
- D. Fricke, J. Meyer (Hrsg.): Sicherheit in einer neuen Weltära. Frankfurt am Main 2003.

Forndran war ein gefragter Experte in akademischen sowie wissenschaftlichen Gremien.

## Publikationen (Auswahl)
- Rüstungskontrolle. Friedenssicherung zwischen Abschreckung und Abrüstung (= Krieg und Frieden. Beiträge zu Grundproblemen der internationalen Politik), Bertelsmann Universitätsverlag, Düsseldorf 1970, 272 Seiten.
- Probleme der internationalen Abrüstung. Die Bemühungen um Abrüstung und kooperative Rüstungssteuerung 1962–1968. Mit einer Einführung von Ulrich Scheuner (= Rüstungsbeschränkung und Sicherheit. Schriften des Forschungsinstituts der Deutschen Gesellschaft für Auswärtige Politik. Band 8), A. Metzner Verlag, Frankfurt und Berlin 1970, XXVIII und 450 Seiten.
- Abrüstung und Friedensforschung. Kritik an E. Krippendorff, D. Senghaas und Th. Ebert (= Konzepte Sozialwissenschaft. Band 2), Bertelsmann Universitätsverlag, Düsseldorf 1971, 149 Seiten.
- Zusammen mit Ulrich von Alemann: Methodik der Politikwissenschaft. Eine Einführung in Arbeitstechnik und Forschungspraxis, Kohlhammer Verlag, Stuttgart 1974, 2. Auflage 1979, 3. Auflage 1985, 182 Seiten, 4. überarbeitete und erweiterte Auflage 1990, 196 Seiten, 7. mit einem Nachwort versehene Auflage 2005, 199 Seiten.
- Abrüstung und Rüstungskontrolle. Historische Erfahrungen und theoretische Probleme (= Beiträge zur Zeitgeschichte. Band 7), Colloquium Verlag, Berlin 1981, 94 Seiten.
- Die Stadt- und Industriegründungen Wolfsburg und Salzgitter. Entscheidungsprozesse im nationalsozialistischen Herrschaftssystem. Campus Verlag, Frankfurt und New York 1984, 447 Seiten.
- Die Vereinigten Staaten von Amerika und Europa. Erfahrungen und Perspektiven transatlantischer Beziehungen seit dem Ersten Weltkrieg (= Militär, Rüstung, Sicherheit. Band 65), Nomos Verlag, Baden-Baden 1991, 531 Seiten.
- Demokratie und demokratischer Staat in der Krise? Eine Frage an Theorie und Praxis zu ihren Handlungsmöglichkeiten und Handlungsgrenzen. Nomos Verlag, Baden-Baden 2002, 318 Seiten.

## Herausgegebene Bücher
- Zusammen mit F. Golczewski und D. Riesenberger: Innen- und Außenpolitik unter nationalsozialistischer Bedrohung. Determinanten internationaler Beziehungen in historischen Fallstudien. Westdeutscher Verlag, Opladen 1977, 361 Seiten.
- Zusammen mit H. J. Hummell und H. Süssmuth: Studiengang Sozialwissenschaften. Zur Definition eines Faches. Schwann Verlag, Düsseldorf 1978, 230 Seiten.
- Zusammen mit P. Friedrich: Rüstungskontrolle und Sicherheit in Europa (= Rüstungsbeschränkung und Sicherheit, Schriften des Forschungsinstituts der Deutschen Gesellschaft für Auswärtige Politik. Band 14), Europa Union Verlag, Bonn 1979, 374 Seiten.
- Zusammen mit U. v. Alemann: Interessenvermittlung und Politik. Interesse als Grundbegriff sozialwissenschaftlicher Lehre und Analyse. Westdeutscher Verlag, Opladen 1983, 177 Seiten.
- Zusammen mit G. Krell: Kernwaffen im Ost-West-Vergleich. Zur Beurteilung militärischer Potentiale und Fähigkeiten. Nomos Verlag, Baden-Baden 1984, 526 Seiten.
- Zusammen mit H. J. Schmidt: Konventionelle Rüstung im Ost-West-Vergleich. Zur Beurteilung militärischer Potentiale und Fähigkeiten. Nomos Verlag, Baden-Baden 1986, 733 Seiten.
- Religion und Politik in einer säkularisierten Welt (= Veröffentlichungen der Deutschen Gesellschaft für Politikwissenschaft, Band 9), Nomos Verlag, Baden-Baden 1991, 180 Seiten.
- Politik nach dem Ost-West-Konflikt (= Veröffentlichungen der Deutschen Gesellschaft für Politikwissenschaft, Band 10), Nomos Verlag, Baden-Baden 1992, 206 Seiten.
- Zusammen mit H. Pohlman: Europäische Sicherheit nach dem Ende des Warschauer Paktes (= Internationale Politik und Sicherheit. Hrsg. von der Stiftung Wissenschaft und Politik, Band 33), Nomos Verlag, Baden-Baden 1993, 395 Seiten.
- Zusammen mit H.-D. Lemke: Sicherheitspolitik für Europa zwischen Konsens und Konflikt. Analysen und Optionen (= Internationale Politik und Sicherheit. Hrsg. von der Stiftung Wissenschaft und Politik, Band 44), Nomos Verlag, Baden-Baden 1995, 375 Seite und Aufsätze.
- Zusammen mit G. Breit und S. Schieren: Demokratie in Bedrängnis? Sachsen-Anhalt nach der Landtagswahl 1998. Magdeburg 1998, 144 Seiten.